# Linia kolejowa nr 717
Linia kolejowa nr 717 – drugorzędna, jednotorowa, niezelektryfikowana linia kolejowa, łącząca posterunek odgałęźny i ładownię Górki Ściernie ze stacją techniczną Tychy Fiat.